# Pabstite
La pabstite è un minerale, un silicato di bario, stagno e titanio, appartenente al gruppo della benitoite.

## Origine e giacitura
Minerale raro, si rinviene in rocce calcaree affette da metamorfismo di contatto